# João José Burke
Dom Frei João José Burke, OFM (Teaneck, 16 de março de 1935 — Palmas, 14 de março de 2006) foi um bispo católico estadunidense da Diocese de Miracema do Tocantins.